# Porcellio scabriusculus
Porcellio scabriusculus là một loài chân đều trong họ Porcellionidae. Loài này được Mulaik miêu tả khoa học năm 1960.